# 延建省

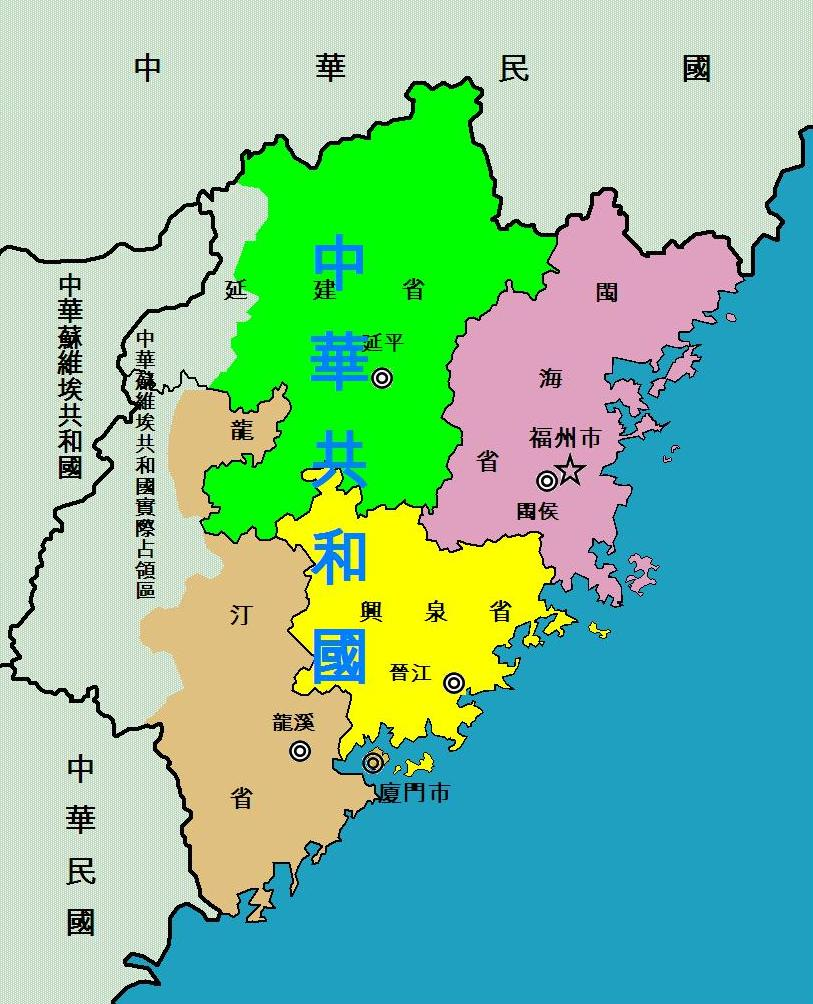
中華共和国地図。緑の部分が延建省

延建省（えんけん-しょう）は中華共和国により1933年に設置された省。現在の福建省北西部に相当する。
1934年、南京国民政府により中華共和国が解体されると、延建省も廃止された。

## 行政区画
省会の延平県以下、16県を管轄した。
- 延平県
- 沙県
- 将楽県
- 順昌県
- 永安県
- 尤渓県
- 建甌県
- 建陽県
- 崇安県
- 浦城県
- 松渓県
- 政和県
- 邵武県
- 光沢県
- 泰寧県
- 建寧県